# Рибак Тимофій Іванович
Тимофій Іванович Рибак (9 березня 1932, с. Староміщина, нині Тернопільського району Тернопільської області
 — 15 січня 2019, м. Тернопіль) — доктор технічних наук, професор, заслужений працівник освіти України, академік АІНУ, завідувач кафедри технічної механіки та сільськогосподарського машинобудування Тернопільського національного технічного університету імені Івана Пулюя (з 1990 року).

## Життєпис
Народився 9 березня 1932 у с. Староміщина на Тернопільщині.
Основним напрямком наукової школи Тимофія Івановича є розробка методів оцінки ресурсу  елементів конструкцій мобільних сільськогосподарських машин. У 1991 році вперше на Тернопільщині відкрив спеціалізовану вчену раду для захисту кандидатських дисертацій за спеціальністю «Сільськогосподарські і гідромеліоративні  машини», а в 1993 році — для захисту докторських дисертацій за спеціальністю «Машини і засоби  механізації сільськогосподарського виробництва», яку він очолює дотепер. Під його  керівництвом захищено більше 20-ти кандидатських і 4 докторських дисертацій.
Помер 15 січня 2019 року, похований у рідному селі.

## Нагороди і звання
- Заслужений працівник освіти України (2 жовтня 2003) — за вагомий особистий внесок у розвиток національної освіти, багаторічну плідну педагогічну діяльність[2]
- Орден «За заслуги» ІІІ ступеня (20 серпня 2007) — за значний особистий внесок у соціально-економічний, культурний розвиток Української держави, вагомі трудові досягнення та з нагоди 16-ї річниці незалежності України[3]
- Медаль «Григорія Ващенка»
- Державна стипендія (9 серпня 2008)[4]
- Дворічна державна стипендія (23 серпня 2011)[5]
- Довічна державна стипендія (13 квітня 2016)[6]